# Batu Jajar
Batu Jajar is een bestuurslaag in het regentschap Bogor van de provincie West-Java, Indonesië. Batu Jajar telt 6106 inwoners (volkstelling 2010).